# Reuben Sallmander

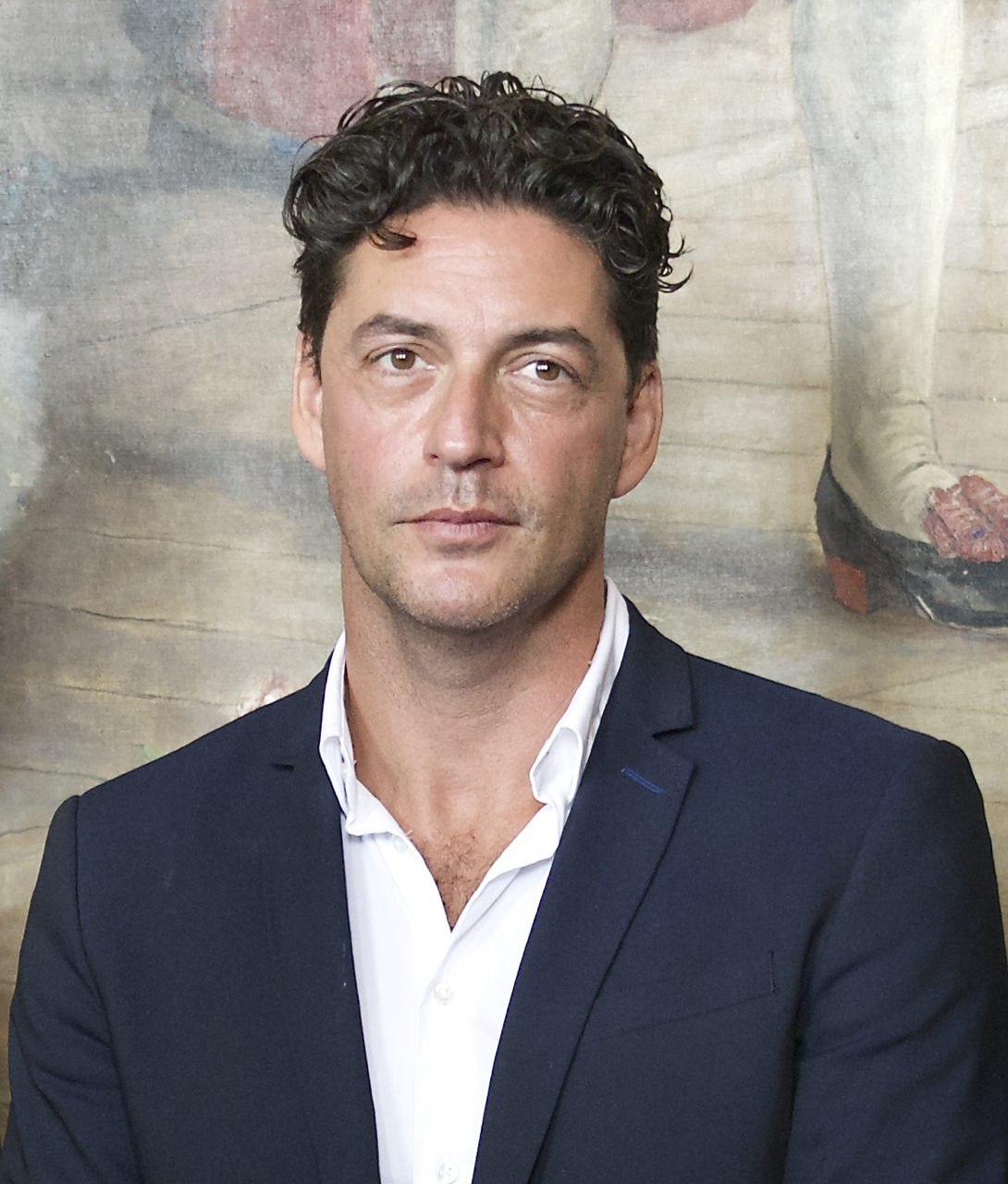
Reuben Sallmander (2014)

Reuben Robert Joakim Sallmander (* 11. Februar 1966 in Stockholm) ist ein schwedischer Schauspieler.

## Leben
Reuben Sallmander absolvierte 1990 sein Schauspielstudium an der Theaterhochschule in Stockholm. Nach seinem Studium war er sowohl am Stockholmer Parktheater als auch am Königlichen Dramatischen Theater auf der Bühne zu sehen. Zusätzlich dazu war er auch im Musiktheater zu sehen und war auf den Bühnen des Södra Teatern, Oscarsteatern und Östgötateatern tätig.
Sein Leinwanddebüt gab Sallmander in der Rolle des Konstantin mit dem 1990 veröffentlichten und von Suzanne Osten inszenierten Drama Der Schutzengel. Seitdem war er in über 50 Film- und Fernsehproduktionen zu sehen. Dem deutschsprachigen Publikum war er hauptsächlich durch die beiden Filme Verblendung und Verdammnis sowie durch seine Serienrollen in Irene Huss, Kripo Göteborg, Die Brücke – Transit in den Tod und Quicksand – Im Traum kannst du nicht lügen bekannt geworden.
Als Synchronsprecher ist Sallmander in Schweden insbesondere dadurch bekannt, dass er in den meisten Animationsfilmen und -serien seine Stimme Bruce Wayne und Batman lieh.
Sallmander ist verheiratet und Vater von fünf Kindern.

## Filmografie
- 1990: Der Schutzengel (Skyddsängeln)
- 1992: Der demokratische Terrorist (Den demokratiske terroristen)
- 2006: Bei Einbruch der Dunkelheit (När mörkret faller)
- 2008: Verdict Revised – Unschuldig verurteilt (Oskyldigt dömd, Fernsehserie, eine Folge)
- 2009: GSI – Spezialeinheit Göteborg (Johan Falk, Fernsehserie, eine Folge)
- 2009: Verblendung (Män som hatar kvinnor)
- 2009: Verdammnis (Flickan som lekte med elden)
- 2009: Mankells Wallander: Der Scharfschütze
- 2007–2011: Irene Huss, Kripo Göteborg (Fernsehserie, 12 Folgen)
- 2010–2011: Maria Wern, Kripo Gotland (Maria Wern, Fernsehserie, 5 Folgen)
- 2012: Agent Hamilton 2 – In persönlicher Mission (Hamilton: Men inte om det gäller din dotter)
- 2012: Real Humans – Echte Menschen (Äkta människor, Fernsehserie, eine Folge)
- 2015: Die Brücke – Transit in den Tod (Bron, Fernsehserie, 6 Folgen)
- 2019: Quicksand – Im Traum kannst du nicht lügen (Störst av allt, Fernsehserie, 5 Folgen)